# 엘리 하비

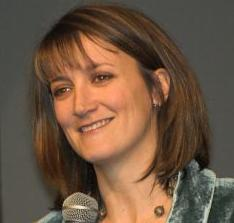

엘리 하비(Ellie Harvie, 1965년 4월 7일 ~ )는 캐나다의 배우, 영화배우이다.
벨빌에서 태어났다.

## 영화
- 우리 사장님은 15살 (2014년)
- 락트 인 어 가라지 밴드 (2012년)
- 캐빈 인 더 우즈 (2012년) - 군사연락담당 역
- 퍼제씽 파이퍼 로즈 (2011년)
- 더 크루서블 (2011년) - 코니 뉴터먼 교수 역
- 미스터 이빨요정 (2010년)
- 산타 버디즈 (2009년)
- 러브 해펀스 (2009년)
- 스페이스 버디즈 (2009년)
- 머메이드 체어 (2006년)
- 터미널 시티 (2005년)
- 스타게이트 - 아틀란티스 (2004년)
- 지미니 글릭 인 라 라 우드 (2004년)
- 미라클 (2004년)
- 6번째 날 (2000년)
- 콜드 스쿼드 (1998년) - 쉘리 맥 역
- 롱풀리 어큐즈드 (1998년)
- 아담스 패밀리 - TV 시리즈 (1998년) - 모티시아 아담스 역
- 나이트스크림 (1997년)
- 원나잇 어페어 (1997년)
- 해피 길모어 (1996년)
- 크리스마스의 거리 (1991년)